# Mersin Mustangs
I Mersin Mustangs sono una squadra di football americano di Mersin, in Turchia, fondata nel 2008.

## Dettaglio stagioni

### Tornei nazionali

#### Campionato

##### 1. Lig
| Stagione | regular season | regular season | regular season | regular season | regular season | regular season | playoff | playoff | playoff | playoff | playoff | playoff   | playoff    |
|          | Vin            | Par            | Per            | Tot            | PF             | PS             | Vin     | Per     | Tot     | PF      | PS      | risultato | avversaria |
| -------- | -------------- | -------------- | -------------- | -------------- | -------------- | -------------- | ------- | ------- | ------- | ------- | ------- | --------- | ---------- |
| 2016     | 1              | 0              | 5              | 6              | 88             | 217            | -       | -       | -       | -       | -       | -         | -          |
| Totale   | 1              | 0              | 5              | 6              | 88             | 217            | -       | -       | -       | -       | -       |           |            |

Fonti: Enciclopedia del Football - A cura di Massimo Mezzetti

##### 2. Lig
| Stagione | regular season | regular season | regular season | regular season | regular season | regular season | playoff | playoff | playoff | playoff | playoff | playoff              | playoff        |
|          | Vin            | Par            | Per            | Tot            | PF             | PS             | Vin     | Per     | Tot     | PF      | PS      | risultato            | avversaria     |
| -------- | -------------- | -------------- | -------------- | -------------- | -------------- | -------------- | ------- | ------- | ------- | ------- | ------- | -------------------- | -------------- |
| 2015     | ?              | ?              | ?              | ?              | ?              | ?              | ?       | ?       | ?       | ?       | ?       | Campioni             | ?              |
| 2017     | 3+?            | 0+?            | 1+?            | 5              | 49+?           | 36+?           | 1       | 0       | 1       | 27      | 6       | Spareggio promozione | Kocaeli Sharks |
| 2018     | 1              | 0              | 5              | 6              | 57             | 157            | -       | -       | -       | -       | -       | -                    | -              |
| Totale   | 4+?            | 0+?            | 6+?            | 11+?           | 106+?          | 193+?          | 1+?     | 0+?     | 1+?     | 27+?    | 6+?     |                      |                |

Fonti: Enciclopedia del Football - A cura di Massimo Mezzetti

### Riepilogo fasi finali disputate
| Anno           | Luogo | Evento | Fase del torneo      | Incontro                         | Risultato |
| 10 giugno 2017 |       | 2. Lig | Spareggio promozione | Kocaeli Sharks - Mersin Mustangs | 7 - 26    |

## Palmarès
- 1 2. Lig (2015)